# Ronald Florijn
Ronald Florijn (ur. 21 kwietnia 1961 w Lejdzie) – holenderski wioślarz. Dwukrotny złoty medalista olimpijski.
Pierwsze złoto wywalczył w 1988 w Seulu, płynąc w dwójkach podwójnych wspólnie z Nico Rienksem. Cztery lata później płynął, bez powodzenia, w czwórce. W Atlancie, tak jak Rienks, należał do osady zwycięskiej ósemki.